# Herbert Lorenz (Künstler)
Herbert Lorenz (* 1916 in Chemnitz; † 2. März 2013 in Gleisweiler) war freischaffender Maler, Grafiker und Bildhauer, der auch freiberuflich als Möbeldesigner, Restaurator und Kirchengestalter wirkte.

## Werdegang
Nach einer Ausbildung zum Dekorationsmaler studierte er Kunst an der Staatslehranstalt Chemnitz, an der Kunsthochschule Bremen und am Städel in Frankfurt. Ateliers hatte er in Koblenz (1938–1939), in Hennen, Stadtteil von Iserlohn/Westfalen (1946–1980), und danach im pfälzischen Gleisweiler. Zwischen 1968 und 1980 unterrichtete er auch an der Volkshochschule in Schwerte und am Friedrich-Leopold-Woeste-Gymnasium in Hemer.
Herbert Lorenz war verheiratet und hatte drei Kinder.
Werke von ihm finden sich in öffentlichen Gebäuden und auf Plätzen deutscher Städte, auch in USA, sowie in Kirchen, vor allem des Erzbistums Paderborn.
Er war Mitglied bei folgenden Vereinigungen:
- Kunsthütte Chemnitz
- BBK Nordrhein-Westfalen
- BDA Nordrhein-Westfalen
- BBK Rheinland-Pfalz
- Kunstverein Villa Streccius Landau
- Südpfälzische Kunstgilde
- arbeitsgemeinschaft pfälzer künstler (apk)